# Rio dos Bois
Rio dos Bois é um município brasileiro do estado do Tocantins. Localiza-se a uma latitude 09º20'38" sul e a uma longitude 48º32'10" oeste, estando a uma altitude de 230 metros. Sua população estimada em 2022 era de 2.738 habitantes. Possui uma área de 848,511 km². A cidade está localizada às margens da rodovia BR-153 (Rodovia Belém-Brasília).
O seu nome se originou de um pequeno rio perene e de água potável que passa pelo município.

## História
O povoamento que deu início à formação de Rio dos Bois foi inicialmente realizada por técnicos e operários da Companhia Rodobraz, uma organização que ficou responsável pela construção da rodovia Belém-Brasília (BR-153).
Em 1959, foram estabelecidos acampamentos nas proximidades do Rio dos Bois, o que viabilizou a criação de múltiplas oportunidades de trabalho e a vinda de muitas famílias.
Após a partida da empresa, um pequeno povoado surgiu, recebendo a denominação de Vila Nova. Mais adiante, este povoado evoluiu para um distrito vinculado a Miracema do Norte.
No ano de 1973, a prefeitura de Miracema do Norte construiu a primeira escola, chamada "Grupo Escolar União Vila Nova". No entanto, foi somente entre 1986 e 1989 que ocorreu um avanço notável em termos de infraestrutura na região. Durante esse período, foram construídos um posto de saúde, uma cadeia pública, um posto telefônico, uma quadra esportiva, uma praça pública e um prédio governamental. Além disso, a eletricidade também foi instalada na área.
No dia 20 de fevereiro de 1991, mediante a promulgação da Lei número 251, Rio dos Bois conquistou sua independência administrativa, separando-se territorialmente de Miracema do Norte.